# Asiatiska spelen 1958
Asiatiska spelen 1958, även kända som den tredje Asiaden, hölls i Tokyo i Japan mellan den 24 maj och 1 juni 1958, det var de tredje asiatiska spelen. Totalt deltog 1 820 aktiva från 20 olika länder.
Totalt anordnades 97 tävlingar i tretton olika sporter. Totalt delades 302 medaljer ut (110 guld, 94 silver och 98 brons). Av 20 deltagande länder tog 16 minst en medalj. Det land som tog flest guldmedaljer var Japan (67 stycken), följt av Filippinerna och Sydkorea (8 stycken). Huvudarena för spelen var Tokyos Olympiastadion.
Fackelstafetten införs som en ny tradition vid de asiatiska spelen. Stafetten påbörjades från Rizal Memorial Stadium i Manila där de föregående spelen hållits. I Japan fördes facklan från det USA-ockuperade Okinawa till Kagoshima prefektur i Kyushu och vidare på en resa genom den japanska övärlden.

## Sporter
Det tävlades i 13 sporter.
| Basket Bordtennis Boxning Brottning Cykling Fotboll Friidrott Landhockey | - Simsport Simhopp Simning Vattenpolo Skytte Tennis Tyngdlyftning Volleyboll |

## Medaljfördelning
*   Värdnation
| Pl.    | Nation        | Guld | Silver | Brons | Totalt |
| ------ | ------------- | ---- | ------ | ----- | ------ |
| 1      | Japan         | 67   | 41     | 30    | 138    |
| 2      | Filippinerna* | 8    | 19     | 21    | 48     |
| 3      | Sydkorea      | 8    | 7      | 12    | 27     |
| 4      | Kina          | 6    | 9      | 10    | 25     |
| 5      | Pakistan      | 6    | 5      | 4     | 15     |
| 6      | Indien        | 5    | 3      | 3     | 11     |
| 7      | Iran          | 4    | 6      | 6     | 16     |
| 8      | Burma         | 2    | 0      | 0     | 2      |
| 8      | Sydvietnam    | 2    | 0      | 0     | 2      |
| 10     | Singapore     | 1    | 1      | 0     | 2      |
| 11     | Ceylon        | 1    | 0      | 0     | 1      |
| 12     | Indonesien    | 0    | 2      | 4     | 6      |
| 13     | Thailand      | 0    | 1      | 3     | 4      |
| 14     | Israel        | 0    | 0      | 2     | 2      |
| 14     | Malaya        | 0    | 0      | 2     | 2      |
| 16     | Hongkong      | 0    | 0      | 1     | 1      |
| Totalt | Totalt        | 110  | 94     | 98    | 302    |

## Deltagande nationer

Nationer som deltog.

Ett rekordantal på 1 820 idrottare vilka representerade 20 av Asian Games Federations medlemsländer deltog i spelen, det var fler än i de två tidigare spelen sammanlagt.
| - Afghanistan - Burma - Ceylon - Filippinerna - Hongkong - Indien - Indonesien - Iran - Israel - Japan | - Kambodja - Republiken Kina - Malaya - Nepal - Nordborneo - Pakistan - Singapore - Sydkorea - Sydvietnam - Thailand |